# توقيت الهند

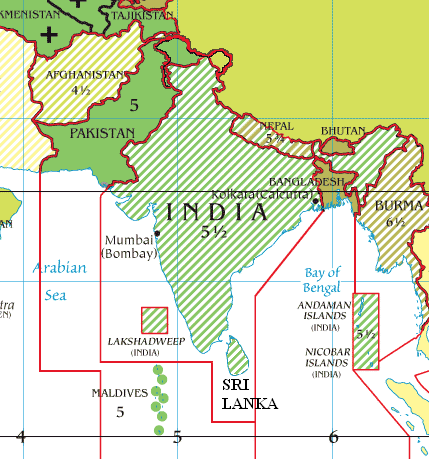
IST in relation with the bordering nations

توقيت الهند (IST = Indian Standard Time) هو التوقيت المحلي في في جميع أنحاء الهند و سريلانكا، مع إزاحة قدرها 5 ساعات ونصف ت ع م+05:30 ليراعي التوقيت العالمي المنسق.

## وصلات خارجية
- National Physical Laboratory
- Evaluating two timezones and Daylight Saving Time for India, by Viral Shah & Vikram Aggarwal.
- توقيت الهند الان